# Georg Alexander Pick
Georg Alexander Pick foi um matemático austríaco, que formulou o Teorema de Pick em 1899. Hugo Steinhaus Dyonizy publicou este Teorema na Edição de 1969 no Mathematical Snapsghots.
Georg Alexander Pick nasceu em uma família judia no ano de 1859 em Viena. Sua mãe era Josefa Schleisinger e seu pai foi Adolf Josef Pick, diretor de uma instituição privada. Georg foi educado em casa por seu pai até os onze anos de idade, depois ele entrou na quarta classe do Leopoldstaedter Communal Gymsasium, ficando nesta escola até 1875, quando realizou exames de qualificação para universidade.
Pick entrou na Universidade de Viena em 1875. Ele publicou seu primeiro artigo matemático, no ano seguinte, com apenas dezessete anos de idade. Estudou matemática e física, graduando-se em 1879 com uma qualificação que lhe permitiria ensinar ambas as disciplinas. Em 1877 Leo Königsberger tinha sido transferido da Technische Hochschule em Dresden para ocupar uma cadeira na Universidade de Viena. Ele se tornou orientador de Pick e em 16 de Abril de 1880, o doutorado de Pick foi premiado pela dissertação Über eine Klasse abelscher Intégrale.
Após a conclusão do seu doutorado, Pick foi nomeado como assistente de Ernest Mach na Universidade Karl-Ferdinand, em Praga. Mach tinha sido transferido de Graz, para Praga em 1867 onde ele era professor de matemática, para ocupar a cadeira de física. Ele e Pick haviam estudado na Universidade de Viena e em Praga Pick tornou-se seu assistente, ele era considerado como um dos principais cientistas da Europa. Pick pretendia se tornar professor em Praga e, a fim de obter o direito a palestrar ele tinha que escrever uma tese de habilitação. Isso foi feito  muito rapidamente, recebendo  assim  o direito de  conferência  em Praga em 1881 com a sua tese de habilitação Über die Integration hyperelliptischer Differentiale durch Logarithmen.
Exceto pelos anos letivos de 1884-85, em que Pick lecionou na Universidade de Leipzig, ele manteve-se em Praga pelo resto de sua carreira acadêmica. Ele foi promovido a professor adjunto de matemática em 1888 e, em seguida, ele foi nomeado como professor titular em 1892 na Universidade Alemã de Praga. Seu trabalho foi extremamente amplo no campo da matemática, em sua gama de 67 artigos foram abordados muitos tópicos, tais como Álgebra Linear, Análise Funcional, Cálculos de Integrais e Geometria. No entanto mais da metade de seus artigos estavam em funções de uma variável complexa, equações diferenciais e geometria diferencial. Termos como Matrizes Pick, Interpolação Pick-Nevanlinna e o  Lema Schwarz-Pick são usados até hoje. O seu artigo mais lembrado, no entanto, é o Teorema de Pick – Pick’s Theorem - que apareceu no seu artigo de oito páginas Geometrisches zur Zahlenlehre publicado em Praga em 1899. O resultado de seu trabalho não recebeu muita atenção inicialmente. Todavia, após a sua citação em 1969 pelo matemático H. Steinhaus, que o incluiu em um de seus livros, este resultado atraiu muita atenção e admiração por ser simples e elegante.
Pick tornou-se reitor da Faculdade Alemã de Praga em 1901, lá ele orientou cerca de 20 alunos para os seus doutoramentos, sendo o mais famoso Charles Loewner, seu doutorado sobre teoria de funções geométricas foi premiado em 1917. Há outro aspecto da vida de Pick que merece atenção. Em 1910, ele estava em uma comissão criada pela Universidade de Praga para nomear Albert Einstein para a cadeira de Física. Pick foi o principal motivador  por trás da nomeação e Einstein foi nomeado em 1911. Einstein ocupou este cargo até 1913 e durante estes anos, os dois se tornaram amigos íntimos. Não só compartilhavam interesses científicos, como também o interesse pela música. Pick tocou em um quarteto musical, apresentando Einstein para as sociedades científica e musical de Praga. Na verdade o grupo musical de Pick era constituído de quatro professores da universidade, incluindo Camillo Körner, professor de engenharia mecânica.
Em 1927 Pick aposentou-se de suas atividades acadêmicas e  foi nomeado professor emérito da Universidade de Praga. Após sua aposentadoria voltou para Viena, a cidade de seu nascimento. No entanto, em 1938 ele retornou a Praga, depois do Anschluss em 12 de março, quando tropas alemãs marcharam pela Áustria. No final de Setembro de  1938 o  governo de Praga foi obrigado a ceder todas as cidades dos estados da Boemia e Morávia  para a Alemanha, cujo 50% da população era de origem alemã. Na sequência Hitler invadiu o restante do país com seus exércitos e em 14 de março de 1939 instalou seu gabinete de guerra na República Tcheca. Pick tinha sido eleito como membro da Academia das Ciências e das Artes da República Tcheca, mas após os nazistas assumirem, ele foi excluído da Academia. Os nazistas criaram o campo de concentração tcheco de Theresienstadt em Nordboehmen em 24 de Novembro de 1941 para abrigar idosos, privilegiados e famosos judeus. Dos cerca de 144.000 judeus enviados para Theresienstadt cerca de 25%  morreram e cerca de 60% foram enviados para Auschwitz ou outros campos de concentração. Pick foi enviado para Theresienstadt em 13 de Julho de 1942, morrendo duas semanas mais tarde aos 82 anos.

## Teorema de Pick
O Teorema de Pick afirma que  os pontos do plano cujas coordenadas são números inteiros são chamados de pontos reticulados. Um reticulado é, portanto, um conjunto de tais pontos. Um polígono reticulado é aquele cujos vértices são pontos reticulados e cujos lados são segmentos de retas  unindo os vértices consecutivos. Se, além disso, ele não possui auto-intersecções, então é chamado de polígono reticulado simples. Sejam:
i = número de pontos reticulados interiores ao polígono;
f = número de pontos reticulados dos lados ( nas bordas).
A área Ap de um polígono reticulado simples P é dada pela seguinte relação
{\displaystyle A={\frac {1}{2}}f+i-1}
Em qualquer partição de um polígono reticulado simples em triângulos reticulados primitivos (sem pontos interiores) existem exatamente 2i+f-2 destes. A área de qualquer triângulo reticulado primitivo vale sempre {\displaystyle {\frac {1}{2}}}.